# 弧矢三
弧矢三，即船尾座c（英語：c Puppis），又名CD-37 3863、SAO 198398和HR 3017，是一个位于船尾座的光学双星系统。其视星等为3.61，距太阳系347秒差距（1,130光年），双星中的前者为一颗橙红色亮巨星，恒星光谱为K2.5Ib-IIa或K5IIa，后者则在1983年才被发现，是一颗光谱为B9V的B型主序星。虽然后者已低于疏散星团的关闭点B7，但因前者过于明亮，故弧矢三仍是NGC 2451中最亮的恒星。